# Anaf II.
Anaf II. je bio satrap Kapadocije u službi Perzijskog Carstva.

## Etimologija
Anaf je perzijsko muško ime koje se u povijesnim dokumentima spominje isključivo u grčkim inačicama Anaphas, Anaphes ili Onophas. Prema svemu sudeći, navedene inačice vuku korijene iz staroperzijske riječi Vanafarnah što znači „onaj koji posjeduje božanski sjaj i slavu“.

## Život
Anaf II. je bio sin Anafa I. kojeg je naslijedio na mjestu satrapa Kapadocije. Herodot njegovog istoimenog oca poistovjećuje s Otanom, te navodi kako je Anaf II. zapovijedao perzijskom mornaricom u bitci kod Salamine.

## Poveznice
- Anaf I.
- Kapadocija

| Prethodnik: | Satrap Kapadocije | Nasljednik: |
| Anaf I.     | Satrap Kapadocije | ?           |

## Vanjske poveznice
- Anaf (Anaphas), enciklopedija Iranica, R. Schmitt  Arhivirana inačica izvorne stranice od 15. listopada 2007. (Wayback Machine)
- Anaf (Anaphas), AncientLibrary.com  Arhivirana inačica izvorne stranice od 13. prosinca 2010. (Wayback Machine)